# Hammersmith a Fulham (londýnský obvod)
Městská část Hammersmith a Fulham, oficiální název - London Borough of Hammersmith a Fulham, je městským obvodem na západě Londýna a je součástí Vnitřního Londýna.
Městská část vznikla v roce 1965 a zahrnuje bývalé metropolitní části Hammersmith a Fulham. Obsahuje obvody blahobytu stejně jako zanedbané části. V této části města žijí významné komunity Irů a Poláků.
Obvod je známý pořádáním Letních olympijských her 1908, které se konaly ve White City a tím, že je zde hlavní technické středisko BBC.
Oblastí prochází dvě hlavní silnice – A4 – Great West Road a A40 – Westway a probíhá rekonstrukce White City, včetně navazujícího dopravního spojení. V obvodu je mnoho kancelářských prostorů a velká nákupní centra.
V poměru k rozloze je zde velké množství úspěšných sportovních klubů. Sídlí zde fotbalové kluby Fulham, Chelsea hrající Premier League a Queens Park Rangers hrající EFL Championship

## Obvody městské části

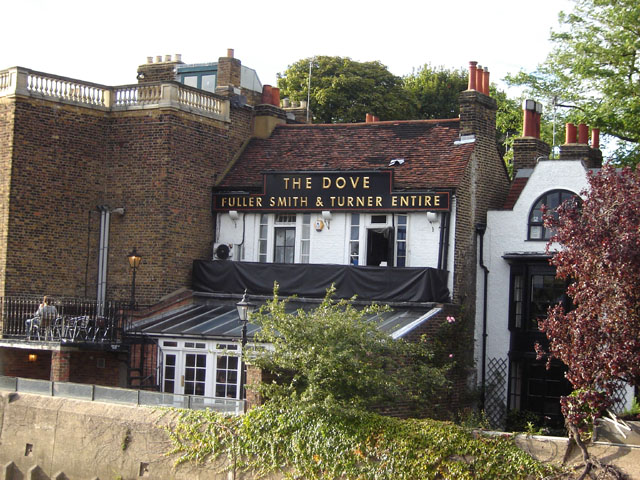
Hospoda Dove pub v Hammersmithu

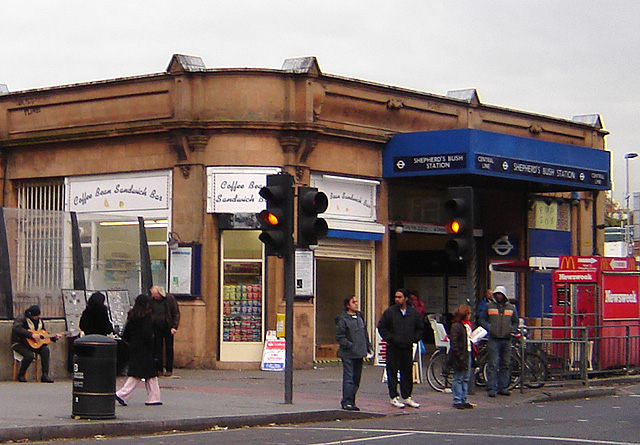
Stanice metra Shepherds bush

- Fulham
- Hammersmith
- Baron's Court
- Hurlingham
- Old Oak Common
- Parsons Green
- Sands End
- Shepherd's Bush
- Walham Green
- West Kensington
- White City

## Volební obvody městské části
- Addison
- Askew
- Avonmore aBrook Green
- College Park & Old Oak
- Fulham Broadway
- Fulham Reach
- Hammersmith Broadway
- Munster
- North End
- Palace Riverside
- Parson's Green a Walham
- Ravenscourt Park
- Sands End
- Shepherd's Bush Green
- Town
- Wormholt a White City